# Maksim Salash
Maksim Salash, (en biélorusse : Максім Ігаравіч Салаш) né le 6 mai 1996, à Minsk, en Biélorussie, est un joueur biélorusse de basket-ball, évoluant au poste d'ailier fort.

## Palmarès
- Champion de Biélorussie 2018
- Champion d'Estonie 2019
- Coupe de Biélorussie 2018
- Ligue des champions 2021
- Coupe intercontinentale 2021
- Coupe de Russie 2023